# Bibliothèque Schlesinger
La bibliothèque Arthur et Elizabeth Schlesinger sur l'histoire des femmes en Amérique est une bibliothèque de recherche du Radcliffe Institute for Advanced Study de l'université Harvard. Selon Nancy F. Cott, directrice de la Fondation Carl et Lily Pforzheimer, il s’agit « du référentiel le plus important et du plus grand ensemble de documents sur la vie et les activités des femmes aux États-Unis. » 

## Bibliothèque

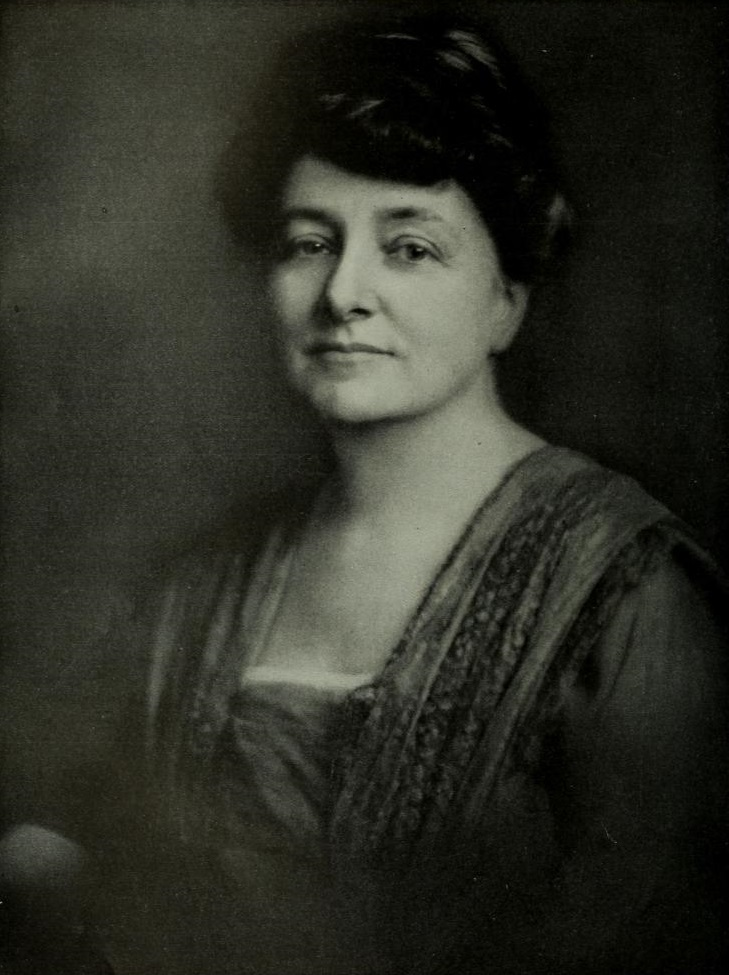
Maud Wood Park.

### Histoire
La bibliothèque porte le nom d’Arthur M. Schlesinger Sr., professeur d’histoire réputé à Harvard au XXe siècle, et son épouse Elizabeth Bancroft Schlesinger, une féministe réputée. La bibliothèque est ouverte le 26 août 1943, lorsque l'ex-suffragiste Maud Wood Park, ancienne diplômée du Collège Radcliffe, a fait don à Radcliffe de sa collection de livres, de papiers et de souvenirs sur les femmes réformatrices. Elle devient une bibliothèque de recherche appelée « Les archives des femmes », qui est renommée en 1965 d'après Elizabeth Bancroft Schlesinger et son mari Arthur M. Schlesinger, en tant que fervents partisans de la mission de la bibliothèque. 

### Collections
Des archives détaillées des collections de manuscrits de la bibliothèque, ainsi que des livres et des périodiques, sont disponibles dans HOLLIS. La notice de catalogue donne une description de l'élément ou de la collection et fournit d'autres informations importantes, telles que l'emplacement hors site ou les restrictions d'accès. Les chercheurs peuvent en apprendre davantage sur les collections de manuscrits en consultant les guides de recherche de la bibliothèque Schlesinger. Des bibliothécaires spécialisés dans la recherche peuvent être contactés par l’intermédiaire de l'outil Ask a Schlesinger.